# Речмедін Валентин Остапович
Валенти́н Оста́пович Речме́дін (1916, Андрушівка, Липовецький повіт, Київська губернія, Російська імперія, нині Вінницька область — 1986, Київ, Україна), український письменник і журналіст родом з Вінниччини, нагороджений орденом Червоної Зірки, медалями. Брат журналіста Леоніда Речмедіна та фізико-географа Івана Речмедіна.

## Біографія
Під час Другої світової війни працював у редакції «Радянської України», по війні заступник редактора «Літературної газети», довголітній редактор газети «Радянське мистецтво» (потім «Культура і життя»), член редакції журналу «Вітчизна». Працював переважно в прозі: повість «На верховині» (1951). роман «Коли закипала кров» (1958), збірка оповідань «Вітер з берегів юності», «Відчинив у світ я двері» (1960), романи «Весняні грози» (1961), «Романтична історія» (1962), «Ходімо зі мною, сину!» (1965), історична повість «Дівчина в терновому вінку» (1967).